# Ligue francophone de football américain
La Ligue francophone de football américain est une association regroupant les clubs francophones de football américain de Belgique et organise le championnat de football américain en catégorie senior (19 ans et plus) pour le territoire de la Communauté française de Belgique et à Bruxelles. Elle est compétente pour organiser tout autre championnat dont la BAFL lui délègue l'organisation.
La Ligue francophone de football américain a été fondée en 2004. Elle est membre de la BAFL depuis sa création.
Sont membres de la LFFA : Amay Atomics, Andenne Bears, Brussels Tigers, Charleroi Coal Miners, Liège Monarchs, Mons Knights, Mont st Guibert Fighting Turtles, WaPi Phoenix Tournai, Waterloo Warriors.